# Theridion fruticum
Espèce
Theridion fruticum est une espèce d'araignées aranéomorphes de la famille des Theridiidae.

## Distribution
Cette espèce est endémique du Yémen.

## Description
Le mâle mesure 2 mm  et les femelles de 2 à 2,5 mm

## Systématique et taxinomie
En 2005, Tang, Yin et Peng ont utilisé le nom Theridion fruticum pour une espèce chinoise, ce nom étant préoccupée il a été remplacé par Theridion macropora.

## Publication originale
- Simon, 1890 : Études arachnologiques. 22e Mémoire. XXXIV. Etude sur les arachnides de l'Yemen. Annales de la Société Entomologique de France, sér. 6, vol. 10, p. 77-124 (texte intégral).